# Hongdu L-15
Hongdu L-15 — китайский учебно-боевой самолёт, разработанный компанией Hongdu при содействии ОКБ Яковлева.
Создан для замены морально устаревшего учебно-боевого самолёта Hongdu JL-8. Предназначен для подготовки китайских пилотов на новейших истребителях ВВС КНР: Су-30, Shenyang J-11 (копия Су-27), Shenyang J-15 (копия Су-33) и Chengdu J-10.
Принят на вооружение ВВС КНР в 2013 году под обозначением JL-10.

## История создания и производства
Разработка сверхзвукового учебно-боевого самолёта L-15 была начата в начале 2000-х гг. совместно с российским ОКБ Яковлева и украинским ЗМКБ «Прогресс». Российское КБ предоставило техническую документацию на самолёт Як-130, а украинское — поставило двигатели ДВ-2 для испытания прототипов.
В 2004 году была впервые продемонстрирована модель L-15 на авиашоу в Чжухае.
В 2006 году опытный образец самолёта выполнил свой первый полёт.
В 2009 году Юрий Ехануров, Министр обороны Украины, объявил о намерении наладить совместное производство учебно-боевого самолёта L-15 с компанией Hongdu.
В 2010 году на авиасалоне Air Show China 2010 была представлена улучшенная версия L-15 Lift (Lead in fighter training), которая совершила свой первый полёт 20 октября 2010 года. Модернизированная версия получила украинские реактивные двигатели с форсажной камерой АИ-222-25Ф. Силовыми установками АИ-222-25 (без форсажной камеры) оснащаются российские Як-130. Благодаря модернизации маневренность L-15 улучшилась до уровня истребителей третьего поколения, а по скороподъёмности самолёт не уступает американскому F-16 и французскому Mirage 2000.
15 августа 2010 года Hongdu объявила, что разработка самолёта L-15 завершена.
В 2011 году компания Hongdu заказала 250 украинских двигателей АИ-222-25Ф для учебно-боевых самолётов L-15 с поставкой к 2015 году.
В 2013 году стало известно о долгосрочном контракте с «Мотор Сич» от 2001 года на поставку 1920 двигателей АИ-222-25Ф и ремонт 3840 единиц до 2041 года на общую сумму $5,7 млрд.
В 2015 году Украина предварительно договорилась с КНР о закупке для нужд Воздушных сил Украины Hongdu L-15. Главным условием сделки является локализация сборки боевых машин на Одесском авиационном заводе («Одесавиаремсервис»), мощности которого нарастят с помощью китайской стороны. Вместе с тем не сообщается о количестве закупаемых штурмовиков и стоимости контракта.
В 2017 году официальное издание Центрального комитета Коммунистической партии Китая газета «Жэньминь жибао» сообщила, что авиадвигатели для L-15 будут собирать в КНР.

## Описание конструкции

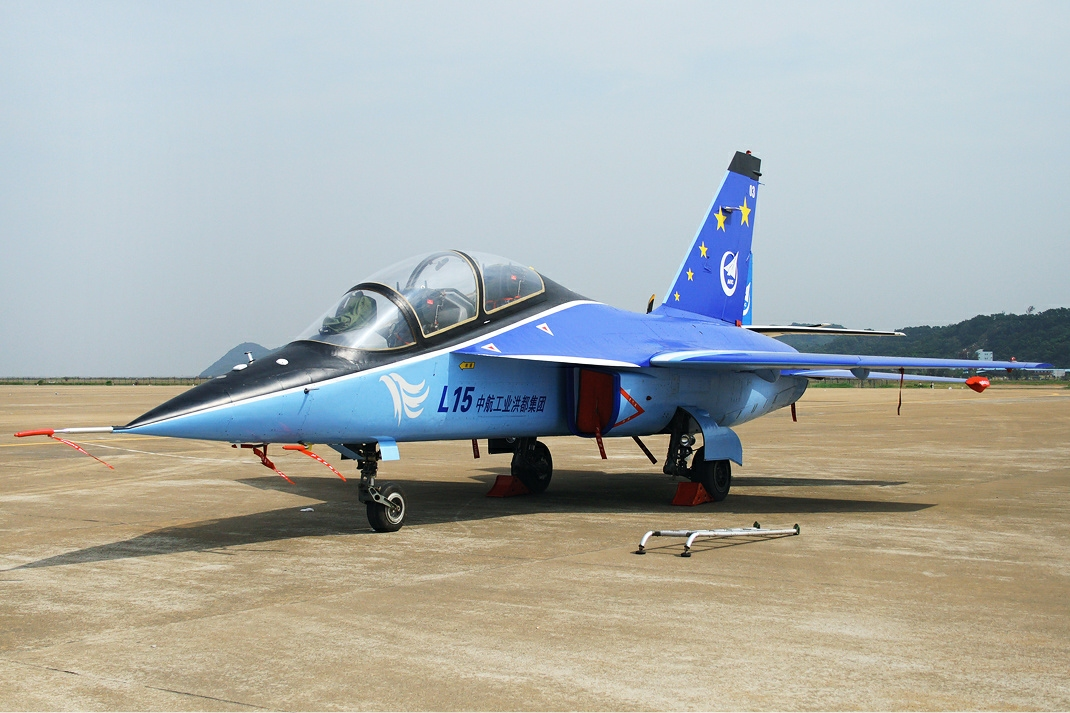
Hongdu L-15, 2008 год.

На самолёте применяется четырёхкратно резервированная система дистанционного управления. Также реализована «стеклянная кабина»: имеется шесть многофункциональных цветных дисплеев (по три для каждого пилота).
В кабине пилота установлен коллиматорный индикатор. Размеры самолёта позволяют разместить современную БРЛС с АФАР.
Конструкция самолёта на 25 % выполнена из углеродных композиционных материалов, в том числе хвостовое оперение и закрылки. Предполагаемый срок эксплуатации — 10 000 летных часов или 30 лет.
Самолёт оснащается двумя украинскими турбореактивными двигателями АИ-222-25Ф с форсажной камерой и современным бортовым оборудованием, в том числе цифровой системой управления силовой установкой.

## Лётно-технические характеристики
Источник данных: 

Технические характеристики
- Экипаж: 1 или 2 человека
- Длина: 12,27 м
- Размах крыла: 9,48 м
- Высота: 4,81 м
- Масса пустого: 4960 кг
- Нормальная взлётная масса: 6500 кг
- Максимальная взлётная масса: 9500 кг
- Силовая установка: 2 × ТРДД АИ-222-25Ф
  - Бесфорсажная тяга: 2 × 2500 кгс
  - Форсажная тяга: 2 × 4200 кгс

Лётные характеристики
- Максимальная скорость: 1479 км/ч (М=1,4)
- Боевой радиус: 550 км
- Перегоночная дальность: 3100 км
- Практический потолок: 16 500 м
- Скороподъёмность: 150 м/с
- Максимальная эксплуатационная перегрузка: +8/-3 g

Вооружение
- Боевая нагрузка: 3000 кг на 6 точках подвески (4 под крылом и по одной на законцовках)
- Управляемые ракеты: класса «воздух-воздух» ближнего боя
- Неуправляемые ракеты: блоки с неуправляемыми ракетами
- Бомбы: корректируемые и обычные бомбы

## Сравнение с аналогами
|                           | Як-130                | Aermacchi M-346                    | BAE Hawk T2 (Mk. 128) LIFT        | Hongdu L-15        | Aero L-159 ALCA               | KAI T-50 Golden Eagle         |
| ------------------------- | --------------------- | ---------------------------------- | --------------------------------- | ------------------ | ----------------------------- | ----------------------------- |
| Внешний вид               |                       |                                    |                                   |                    |                               |                               |
| Стоимость единицы, $      | ~15 млн. (на экспорт) | ~30-35 млн.                        | 29-33 млн.                        | ~10 млн.           | 10-12 млн.                    | ~25 млн.                      |
| Принят на вооружение, год | 2010                  | 2011                               | 2009                              | 2013               | 2001                          | 2007                          |
| Годы производства         | c 2009                | с 2010                             | н/д                               | c 2012             | 1997—2003                     | c 2005                        |
| Размах крыла, м           | 9,84                  | 9,72                               | 9,94                              | 9,48               | 9,54                          | 9,45                          |
| Длина, м                  | 11,24                 | 11,49                              | 12,43                             | 12,27              | 12,72                         | 13,14                         |
| Масса пустого, кг         | 4600                  | 4600                               | 4480                              | 4960               | 4350                          | 6354                          |
| Макс. взлётная масса, кг  | 10 290                | 10 200                             | 9100                              | 9500               | 8000                          | 12 300                        |
| Боевая нагрузка, кг       | 3000                  | 3000                               | 3000                              | 3000               | 2700                          | 3740                          |
| Практический потолок, м   | 12 500                | 13 700                             | 13 500                            | 16 000             | 13 200                        | 14 630                        |
| Макс. скорость, км/ч      | 1050                  | 1060                               | 1030                              | 1479               | 936                           | 1640                          |
| Дальность без ПТБ, км     | 2000                  | 2000                               | 2500                              | 3100               | 1600                          | 1851                          |
| Двигатель                 | 2 × ТРД АИ-222-25     | 2 × ТРД Honeywell/ITEC F124-GA-200 | 1 × ТРД Rolls-Royce Adour Mk. 951 | 2 × ТРД АИ-222-25Ф | 1 × ТРД Honeywell F124-GA-100 | 1 × ТРД General Electric F404 |
| Макс. тяга двигателя, кН  | 2 × 24,7              | 2 × 27,8                           | 1 × 29,0                          | 2 × 24,7 (41,2)    | 1 × 28,2                      | 1 × 53,07 (78,7)              |

## Тендер нового УБС для ВВС КНР
Hongdu L-15 и Guizhou JL-9 участвовали в тендере на поставку учебно-боевых самолётов нового поколения для подготовки лётчиков ВВС КНР. Guizhou JL-9 создан на основе учебно-боевой модификации Chengdu J-7 (китайской копии МиГ-21).
По сравнению с L-15, JL-9 оснащён одним двигателем и в целом имеет более простую конструкцию и дешевле в производстве, однако не обладает существенными преимуществами перед учебно-боевой версией Chengdu J-7 и является, по сути, лишь улучшенной версией морально устаревшего самолёта прошлого поколения.

## Экспорт
1 мая 2012 года Ян Липин, главный экономист компании Hongdu Aviation Industry Group, заявил про контракты на поставку L-15 в страны Латинской Америки и Африки. В 2012 году зарубежным заказчикам планировалось поставить не менее 12 L-15.
В конце 2014 года на Украине начали рассматривать возможность покупки или лицензионного производства китайских лёгких штурмовиков L-15. Однако (по состоянию на июль 2017 года) окончательное решение по этому поводу так и не принято.

## На вооружении
- Китай — принят на вооружение ВВС КНР в 2013 году под обозначением JL-10[3]
- Замбия — 6 L-15 по состоянию на 2017 год[26][27]
- Венесуэла — 24 L-15 заказано в 2014 году[28][29][30]